# Gya (hora)
Gya je hora v západní části Himálaje na čínsko-indické hranici.
Hora se nachází na trojzemí Tibetu (Čínská lidová republika), Himáčalpradéše a Džammú a Kašmír (Ladaku) v Indii. Gya má admořskou výšku 6794 metrů (podle jiných zdrojů má nadmořskou výšku 6833 metrů). Údolí řeky Lingti, přítoku řeky Spiti je vysokohorské údolí Himálaje, které vede směrem na sever. Boční údolí Chaksachan Lungpa končí na úpatí hory Gya.
V západo-severozápadním směru, ve vzdálenosti 10,33 km, se nachází hora Umdung Kangri s nadmořskou výškou 6643 metrů.